# Mistrovství světa ve florbale do 19 let 2007
Mistrovství světa ve florbale mužů do 19 let 2007 bylo 4. ročníkem mistrovství světa juniorů. Konalo se ve Švýcarsku.
Švédsko obhájilo svůj titul, když ve finále porazilo Česko poměrem 9:3. Pro České juniory to bylo první finále a největší úspěch až do prvního místa na mistrovství v roce 2019.

## Skupina A
| Poř. | Tým       | Z | V | R | P | VG | IG | +/- | B |
| ---- | --------- | - | - | - | - | -- | -- | --- | - |
| 1.   | Švédsko   | 3 | 3 | 0 | 0 | 36 | 5  | +31 | 6 |
| 2.   | Česko     | 3 | 2 | 0 | 1 | 21 | 18 | +3  | 4 |
| 3.   | Lotyšsko  | 3 | 1 | 0 | 2 | 21 | 20 | +1  | 2 |
| 4.   | Slovensko | 3 | 0 | 0 | 3 | 8  | 43 | -35 | 0 |

| 7. listopadu 2007 | Česko | 10 : 40 | Slovensko |  |  |

| 7. listopadu 2007 | Švédsko | 18 : 20 | Lotyšsko |  |  |

| 8. listopadu 2007 | Lotyšsko | 13 : 40 | Slovensko |  |  |

| 8. listopadu 2007 | Švédsko | 18 : 30 | Česko |  |  |

| 9. listopadu 2007 | Slovensko | 10 : 20 | Švédsko |  |  |

| 9. listopadu 2007 | Česko | 18 : 60 | Lotyšsko |  |  |

## Skupina B
| Poř. | Tým       | Z | V | R | P | VG | IG | +/- | B |
| ---- | --------- | - | - | - | - | -- | -- | --- | - |
| 1.   | Finsko    | 3 | 3 | 0 | 0 | 28 | 5  | +23 | 6 |
| 2.   | Švýcarsko | 3 | 2 | 0 | 1 | 24 | 10 | +14 | 4 |
| 3.   | Norsko    | 3 | 1 | 0 | 2 | 16 | 20 | -4  | 2 |
| 4.   | Polsko    | 3 | 0 | 0 | 3 | 2  | 35 | -33 | 0 |

| 7. listopadu 2007 | Finsko | 12 : 01 | Polsko |  |  |

| 7. listopadu 2007 | Švýcarsko | 18 : 41 | Norsko |  |  |

| 8. listopadu 2007 | Polsko | 01 : 10 | Norsko |  |  |

| 8. listopadu 2007 | Švýcarsko | 13 : 51 | Finsko |  |  |

| 9. listopadu 2007 | Norsko | 12 : 11 | Finsko |  |  |

| 9. listopadu 2007 | Švýcarsko | 13 : 11 | Polsko |  |  |

## O umístění

### O 7. místo
| 10. listopadu 2007 14:00 | Polsko | 6 : 7pp (0:3, 3:1, 3:2, 0:1) | Slovensko | Arena Grossmatt, Kirchberg Návštěvnost: 95 |  |

| Zpráva |

### O 5. místo
| 10. listopadu 2007 14:00 | Lotyšsko | 9 : 4 (1:1, 5:2, 3:1) | Norsko | Arena Sportzentrum, Zuchwil Návštěvnost: 125 |  |

| Zpráva |

## Play off

### Pavouk
|  | Semifinále | Semifinále | Semifinále |  |  | Finále      | Finále      | Finále      |
|  |            |            |            |  |  |             |             |             |
|  | 1A         | Švédsko    | 14         |  |  |             |             |             |
|  | 2B         | Švýcarsko  | 1          |  |  |             |             |             |
|  |            |            |            |  |  |             | Švédsko     | 9           |
|  |            |            |            |  |  |             | Česko       | 3           |
|  | 1B         | Finsko     | 4          |  |  |             |             |             |
|  | 2A         | Česko      | 6          |  |  | Třetí místo | Třetí místo | Třetí místo |
|  |            |            |            |  |  |             | Finsko      | 3           |
|  |            |            |            |  |  |             | Švýcarsko   | 2           |

### Semifinále
| 10. listopadu 2007 20:00 | Finsko | 4 : 6 (1:1, 1:3, 2:2) | Česko | Arena Grossmatt, Kirchberg Návštěvnost: 408 |  |

| Zpráva |

| 10. listopadu 2007 17:00 | Švédsko | 14 : 1 (7:1, 4:0, 3:0) | Švýcarsko | Arena Sportzentrum, Zuchwil Návštěvnost: 800 |  |

| Zpráva |

### O 3. místo
| 11. listopadu 2007 13:00 | Finsko | 3 : 2 (1:0, 0:1, 2:1) | Švýcarsko | Arena Grossmatt, Kirchberg Návštěvnost: 920 |  |

| Zpráva |

### Finále
| 11. listopadu 2007 16:00 | Česko | 3 : 9 (1:3, 1:5, 1:1) | Švédsko | Arena Grossmatt, Kirchberg Návštěvnost: 1300 |  |

| Zpráva |

## Konečné pořadí
| Pořadí           | Tým       |
| ---------------- | --------- |
| Zlatá medaile    | Švédsko   |
| Stříbrná medaile | Česko     |
| Bronzová medaile | Finsko    |
| 4.               | Švýcarsko |
| 5.               | Lotyšsko  |
| 6.               | Norsko    |
| 7.               | Slovensko |
| 8.               | Polsko    |

## All Star tým
Brankář:  Jan Barák

## Divize B
| Pořadí | Tým        |
| ------ | ---------- |
| 9.     | Dánsko     |
| 10.    | Německo    |
| 11.    | Estonsko   |
| 12.    | Rakousko   |
| 13.    | Španělsko  |
| 14.    | Nizozemsko |
| 15.    | Itálie     |
| 16.    | Japonsko   |